# (4556) Gumilyov
(4556) Gumilyov – planetoida z pasa głównego asteroid okrążająca Słońce w ciągu 3,51 lat w średniej odległości 2,31 j.a. Odkryła ją Ludmiła Karaczkina 27 sierpnia 1987 roku w Krymskim Obserwatorium Astrofizycznym w Naucznym. Nazwa planetoidy pochodzi od Nikołaja Gumilowa (1886–1921) – rosyjskiego poety i dramaturga.